# 가나 방송 공사

가나 방송 공사(영어: Ghana Broadcasting Corporation)는 가나의 방송국이며, 본사는 아크라에 위치한다.